# Horst (Bützow)
Horst ist ein Ortsteil der Stadt Bützow im Landkreis Rostock in Mecklenburg-Vorpommern.

## Geografie und Verkehrsanbindung
Horst liegt nördlich der Kernstadt Bützow. Westlich verläuft die Landesstraße L 131, östlich fließt die Warnow und südlich erstreckt sich der 98 ha große Bützower See.

## Sehenswürdigkeiten
In der Liste der Baudenkmale in Bützow ist für Horst kein Baudenkmal aufgeführt.